# خورخي رودريغيز
خورخي رودريغيز (بالإسبانية: Jorge Rodríguez Esquivel)‏ (18 أبريل 1968 - 8 أغسطس 2024)، هو لاعب كرة قدم مكسيكي. لعب مع منتخب المكسيك لكرة القدم. سبق له أن لعب في كأس العالم لكرة القدم مع منتخب بلاده.

## مسيرته الكروية
لعب خورخي رودريغيز خلال مسيرته الاحترافية مع 3 أندية في ثلاثة عشر موسمًا وسجل خلالها 41 هدفًا ضمن 270 مباراة. حيث فاز في موسم واحد بالكأس وفي ثلاثة مواسم بالدوري.
خاض خورخي رودريغيز مسيرته مع نادي تولوكا في موسم 1988–89 ليلعب معه سبعة مواسم، مشاركًا في 195 مباراة سجل خلالها 38 هدفًا. ثم انتقل إلى نادي سانتوس لاغونا في موسم 1995–96 واستمر معه طيلة ثلاثة مواسم، حيث شارك في 57 مباراة سجل خلالها 3 أهداف. لينتقل بعدها إلى نادي باتشوكا في موسم 2001–02 واستمر معه طيلة ثلاثة مواسم، مشاركًا في 18 مباراة ولم يسجل أي هدف.

## روابط خارجية
- خورخي رودريغيز على موقع الاتحاد الدولي (مؤرشف)  (الإنجليزية)
- خورخي رودريغيز على موقع قاعدة بيانات كرة القدم.إي يو (الإنجليزية)
- خورخي رودريغيز على موقع ناشيونال فوتبول تيمز (الإنجليزية)
- خورخي رودريغيز على موقع Soccerway.com (الإنجليزية)